# Stenoleptura flavovittata
Stenoleptura flavovittata är en skalbaggsart som först beskrevs av Aurivillius 1910.  Stenoleptura flavovittata ingår i släktet Stenoleptura och familjen långhorningar.
Artens utbredningsområde är Sarawak. Inga underarter finns listade i Catalogue of Life.